# Adrian Nikci
Adrian Nikci (ur. 10 listopada 1989 w Sarajewie) – szwajcarski piłkarz pochodzenia kosowskiego występujący na pozycji pomocnika.

## Kariera klubowa
Nikci treningi rozpoczął w szwajcarskim drużynie FC Uster. W 2002 roku trafił do juniorów zespołu FC Zürich, a w 2007 roku został włączony do jego pierwszej drużyny, grającej w Super League. W lidze tej zadebiutował 2 grudnia 2007 roku w przegranym 0:1 pojedynku z FC Aarau. 8 marca 2009 roku w wygranym 3:1 spotkaniu z FC Luzern strzelił dwa gole, które były jego pierwszymi w Super League. W tym samym roku wywalczył z zespołem mistrzostwo Szwajcarii, a w 2011 roku wicemistrzostwo Szwajcarii.
W 2012 roku Nikci odszedł do niemieckiego Hannoveru 96. W 2014 roku był wypożyczony do FC Thun. Następnie wypożyczono go do BSC Young Boys. W 2015 roku został zawodnikiem 1. FC Nürnberg, a następnie 1. FC Union Berlin.

## Statystyki ligowe
| Rozgrywki              | Poziom | Kraj       | Mecze | Bramki |
| ---------------------- | ------ | ---------- | ----- | ------ |
| Swiss Super League     | I      | Szwajcaria | 136   | 20     |
| Swiss Challenge League | II     | Szwajcaria | 9     | 0      |
| Bundesliga             | I      | Niemcy     | 4     | 1      |
| 2. Bundesliga          | II     | Niemcy     | 17    | 2      |

## Kariera reprezentacyjna
Nikci jest byłym reprezentantem reprezentacji Szwajcarii U-19 oraz U-21.